# EM i fodbold for kvinder 2005
EM i fodbold for kvinder 2005, også kendt som UEFA Women's Euro 2005, var en fodboldsturnering for kvinder, der blev afholdt fra 5. til 19. juni 2005 i Lancashire, England og Cheshire, England. EM i fodbold for kvinder er en tilbagevendende turnering for landshold i Europa, der er medlemmer i UEFA og som har kvalificeret sig til slutspillet. Konkurrencen afgør, hvilket landshold er det bedste i Europa.

## Resulter

### Første runde
Top-to holdene fra hver gruppe går videre til semifinalerne

#### Gruppe A
| Hold    | Kampe | V | U | T | M+ | M- | MF | Point |
| ------- | ----- | - | - | - | -- | -- | -- | ----- |
| Sverige | 3     | 1 | 2 | 0 | 2  | 1  | +1 | 5     |
| Finland | 3     | 1 | 1 | 1 | 4  | 4  | 0  | 4     |
| Danmark | 3     | 1 | 1 | 1 | 4  | 4  | 0  | 4     |
| England | 3     | 1 | 0 | 2 | 4  | 5  | −1 | 3     |

Note:
- Finland og Danmark endte med samme antal point. Finland gik videre til semifinalerne på grund af deres head-to-head sejre.

| 5. juni 2005 |

| Sverige       | 1–1     | Danmark         |
| ------------- | ------- | --------------- |
| Ljungberg 21' | Rapport | Rasmussen 29' · |

| Bloomfield Road, Blackpool Tilskuere: 3.231 Dommer: Kari Seitz (USA) |

| 5. juni 2005 |

| England                                      | 3–2       | Finland                      |
| -------------------------------------------- | --------- | ---------------------------- |
| Valkonen 18' (sm.) · Barr 40' · Carney 90+1' | (Rapport) | Rantanen 56' · Kalmari 88' · |

| City of Manchester Stadium, Manchester Tilskuere: 29.092 Dommer: Gyöngyi Gaál (Ungarn) |

| 8. juni 2005 |

| England             | 1–2       | Danmark                          |
| ------------------- | --------- | -------------------------------- |
| Williams 52' (str.) | (Rapport) | M. Pedersen 80' · Sørensen 88' · |

| Ewood Park, Blackburn Tilskuere: 14.695 Dommer: Alexandra Ihringová (Slovakiet) |

| 8. juni 2005 |

| Sverige | 0–0       | Finland |
| ------- | --------- | ------- |
|         | (Rapport) |         |

| Bloomfield Road, Blackpool Tilskuere: 1.491 Dommer: Dagmar Damková (Tjekkiet) |

| 11. juni 2005 |

| England | 0–1       | Sverige       |
| ------- | --------- | ------------- |
|         | (Rapport) | Sjöström 3' · |

| Ewood Park, Blackburn Tilskuere: 25.694 Dommer: Nicole Petignat (Schweiz) |

| 11. juni 2005 |

| Finland                 | 2–1       | Danmark        |
| ----------------------- | --------- | -------------- |
| Kalmari 6' · Kackur 16' | (Rapport) | Sørensen 45' · |

| Bloomfield Road, Blackpool Tilskuere: 2.500 Dommer: Alexandra Ihringová (Slovakiet) |

#### Gruppe B
| Hold     | Kampe | V | U | T | M+ | M- | MF | Point |
| -------- | ----- | - | - | - | -- | -- | -- | ----- |
| Tyskland | 3     | 3 | 0 | 0 | 8  | 0  | +8 | 9     |
| Norge    | 3     | 1 | 1 | 1 | 6  | 5  | +1 | 4     |
| Frankrig | 3     | 1 | 1 | 1 | 4  | 5  | −1 | 4     |
| Italien  | 3     | 0 | 0 | 3 | 4  | 12 | −8 | 0     |

| 6. juni 2005 |

| Tyskland    | 1–0       | Norge |
| ----------- | --------- | ----- |
| Pohlers 61' | (Rapport) |       |

| Halliwell Jones Stadium, Warrington Tilskuere: 1.600 Dommer: Nicole Petignat (Schweiz) |

| 6. juni 2005 |

| Frankrig                     | 3–1       | Italien          |
| ---------------------------- | --------- | ---------------- |
| Lattaf 16' · Pichon 20', 30' | (Rapport) | Di Filippo 83' · |

| Deepdale, Preston Tilskuere: 957 Dommer: Wendy Toms (England) |

| 9. juni 2005 |

| Tyskland                                         | 4–0       | Italien |
| ------------------------------------------------ | --------- | ------- |
| Prinz 11' · Pohlers 18' · Jones 55' · Mittag 74' | (Rapport) |         |

| Deepdale, Preston Tilskuere: 1.279 Dommer: Kari Seitz (USA) |

| 9. juni 2005 |

| Norge         | 1–1      | Frankrig             |
| ------------- | -------- | -------------------- |
| Herlovsen 66' | (Report) | Mugneret-Béghé 20' · |

| Halliwell Jones Stadium, Warrington Tilskuere: 3.263 Dommer: Gyöngyi Gaál (Ungarn) |

| 12. juni 2005 |

| Frankrig | 0–3       | Tyskland                                       |
| -------- | --------- | ---------------------------------------------- |
|          | (Rapport) | Grings 72' · Lingor 77' (str.) · Minnert 83' · |

| Halliwell Jones Stadium, Warrington Tilskuere: 3.835 Dommer: Floarea Cristina Ionescu (Rumænien) |

| 12. juni 2005 |

| Norge                                                                | 5–3      | Italien                             |
| -------------------------------------------------------------------- | -------- | ----------------------------------- |
| Klaveness 7', 57' · Christensen 29' · Gulbrandsen 35' · Mellgren 44' | (Report) | Gabbiadini 8' 53' · Camporese 69' · |

| Deepdale, Preston Tilskuere: 1.154 Dommer: Dagmar Damková (Tjekkiet) |

### Slutspil
|  | Semifinaler           | Semifinaler |   |  | Finale               | Finale |  |
|  |                       |             |   |  |                      |        |  |
|  | 15. juni – Preston    |             |   |  |                      |        |  |
|  | Tyskland              | 4           |   |  |                      |        |  |
|  | Finland               | 1           |   |  |                      |        |  |
|  |                       |             |   |  |                      |        |  |
|  |                       |             |   |  | 19. juni – Blackburn |        |  |
|  |                       |             |   |  | Tyskland             | 3      |  |
|  |                       | Norge       | 1 |  |                      |        |  |
|  |                       |             |   |  |                      |        |  |
|  |                       |             |   |  |                      |        |  |
|  |                       |             |   |  |                      |        |  |
|  | 16. juni – Warrington |             |   |  |                      |        |  |
|  | Sverige               | 2           |   |  |                      |        |  |
|  | Norge                 | 3           |   |  |                      |        |  |

#### Semifinaler
| 15. juni 2005 |

| Tyskland                                | 4–1       | Finland        |
| --------------------------------------- | --------- | -------------- |
| Grings 3', 12' · Pohlers 8' · Prinz 62' | (Rapport) | Mustonen 15' · |

| Deepdale, Preston Tilskuere: 2.785 Dommer: Dagmar Damková (Tjekkiet) |

| 16. juni 2005 |

| Sverige            | 2–3 (aet) | Norge                                   |
| ------------------ | --------- | --------------------------------------- |
| Ljungberg 43', 89' | (Rapport) | Gulbrandsen 41', 109' · Herlovsen 65' · |

| Halliwell Jones Stadium, Warrington Tilskuere: 5,722 Dommer: Kari Seitz (USA) |

#### Finale
| 19. juni 2005 15:15 BST |

| Tyskland                            | 3–1       | Norge          |
| ----------------------------------- | --------- | -------------- |
| Grings 21' · Lingor 24' · Prinz 63' | (Rapport) | Mellgren 41' · |

| Ewood Park, Blackburn Tilskuere: 21.105 Dommer: Alexandra Ihringová (Slovakiet) |

| Tyskland:   |    |                        |  |     |
|             |    |                        |  |     |
| GK          | 1  | Silke Rottenberg       |  |     |
| DF          | 4  | Steffi Jones           |  |     |
| FW          | 6  | Inka Grings            |  | 68' |
| FW          | 9  | Birgit Prinz (kaptajn) |  |     |
| MF          | 10 | Renate Lingor          |  |     |
| FW          | 11 | Anja Mittag            |  | 58' |
| DF          | 13 | Sandra Minnert         |  |     |
| MF          | 14 | Britta Carlson         |  | 81' |
| MF          | 16 | Conny Pohlers          |  |     |
| DF          | 17 | Ariane Hingst          |  |     |
| MF          | 18 | Kerstin Garefrekes     |  |     |
| Udskiftere: |    |                        |  |     |
| FW          | 20 | Petra Wimbersky        |  | 58' |
| FW          | 8  | Sandra Smisek          |  | 68' |
| DF          | 5  | Sarah Günther          |  | 81' |
| Træner:     |    |                        |  |     |
| Tina Theune |    |                        |  |     |

| NORGE:          |    |                          |  |     |
|                 |    |                          |  |     |
| GK              | 1  | Bente Nordby             |  |     |
| DF              | 2  | Ane Stangeland (kaptajn) |  |     |
| DF              | 3  | Gunhild Følstad          |  |     |
| DF              | 4  | Ingvild Stensland        |  |     |
| DF              | 6  | Marit Christensen        |  |     |
| MF              | 7  | Trine Rønning            |  | 83' |
| MF              | 8  | Solveig Gulbrandsen      |  |     |
| FW              | 14 | Dagny Mellgren           |  |     |
| DF              | 17 | Marianne Paulsen         |  |     |
| FW              | 19 | Stine Frantzen           |  | 59' |
| FW              | 20 | Lise Klaveness           |  | 87' |
| Udskiftere:     |    |                          |  |     |
| FW              | 9  | Isabell Herlovsen        |  | 59' |
| MF              | 18 | Marie Knutsen            |  | 83' |
| FW              | 16 | Kristin Blystad-Bjerke   |  | 87' |
| Træner:         |    |                          |  |     |
| Bjarne Berntsen |    |                          |  |     |

| OFFICIALS - Hjælpedommer: - Blaženka Logarušić (Kroatien) - Yolanda Parga Rodríguez (Spanien) - Fjerde official: Dagmar Damková (Tjekkiet) |

## Målscorere
4 mål
- Inka Grings

3 mål
| - Conny Pohlers - Birgit Prinz | - Solveig Gulbrandsen | - Hanna Ljungberg |

2 mål
| - Cathrine Paaske Sørensen - Laura Österberg Kalmari - Marinette Pichon | - Renate Lingor - Melania Gabbiadini - Isabell Herlovsen | - Lise Klaveness - Dagny Mellgren |

1 mål
| - Merete Pedersen - Johanna Rasmussen - Amanda Barr - Karen Carney - Fara Williams - Heidi Kackur | - Minna Mustonen - Anna-Kaisa Rantanen - Stéphanie Mugneret-Béghé - Hoda Lattaf - Steffi Jones - Sandra Minnert | - Anja Mittag - Elisa Camporese - Sara Di Filippo - Marit Christensen - Anna Sjöström |

Selvmål
- Sanna Valkonen (i kampen mod England)